# Karl Severin Meister
Karl Severin Meister (Königstein, 1818 - Montabaur, 1881) fou un compositor alemany del Romanticisme. Fou professor i primer mestre de música del seminari de Montabaur, i a més de nombroses cadències i preludis per a orgue, himnes, melodies i altres composicions de caràcter religiós, també va escriure una obra titulada Das Katholische deutsche Kirchenlied in seinen Singweisen, von den frühesten Zeiten bis gegen Ende des siebzehnten Jahrhunderts (1862). També compongué un mètode per a orgue Kleine praktische Vorschule für angehende Orgelspieler.